# 神戸三田国際公園都市
神戸三田国際公園都市（こうべさんだこくさいこうえんとし）は、兵庫県と都市再生機構が主体となり、三田市の南西部から神戸市北区北東部一帯の丘陵地に住宅と産業を集積させ、職住接近による21世紀型の複合機能都市として計画された都市開発事業である。

## 概要
開発面積は約2,100ヘクタール、計画人口は14万人に及ぶ。三田市域の宅地造成事業3開発区域、工業団地造成事業2開発区域、神戸市域の宅地造成事業3開発区域、工業団地造成事業1開発区域を合わせた9開発区域を有する。このうち三田市域の開発は北摂三田ニュータウン、神戸市域の開発は神戸リサーチパークと称される。
開発区域
| ニュータウン         | 開発区域名              | 開発面積(ha) | 計画人口 | 所属自治体 | 事業主体       |
| -------------------- | ----------------------- | ------------ | -------- | ---------- | -------------- |
| 北摂三田ニュータウン | フラワータウン          | 337          | 34,000   | 三田市     | 兵庫県         |
| 北摂三田ニュータウン | カルチャータウン        | 150          | 6,000    | 三田市     | 兵庫県         |
| 北摂三田ニュータウン | ウッディタウン          | 598          | 48,000   | 三田市     | 都市再生機構   |
| 北摂三田ニュータウン | 北摂三田テクノパーク    | 136          | -        | 三田市     | 都市再生機構   |
| 北摂三田ニュータウン | 北摂三田第2テクノパーク | 97           | -        | 三田市     | 大和ハウス工業 |
| 藤原台               | 藤原台                  | 281          | 26,600   | 神戸市北区 | 都市再生機構   |
| 神戸リサーチパーク   | 鹿の子台                | 221          | 15,100   | 神戸市北区 | 都市再生機構   |
| 神戸リサーチパーク   | 上津台                  | 173          | 12,000   | 神戸市北区 | 都市再生機構   |
| 神戸リサーチパーク   | 赤松台                  | 104          | 12,000   | 神戸市北区 | 都市再生機構   |
| 合計                 | 合計                    | 2,097        | 141,700  |            |                |

## 開発区域の詳細
神戸リサーチパークと北摂三田ニュータウンについては当該記事を参照。

### 藤原台
藤原台（ふじわらだい）は、南側の有野地区に存在するニュータウン。藤原台北町（1～7丁目に分かれる）、藤原台中町 （1～8丁目に分かれる）、藤原台南町（1～5丁目に分かれる）で構成される。中心駅は岡場駅だが、両隣の五社駅や田尾寺駅からもアクセス可能である。

#### 藤原台内の主要施設
- 有馬警察署
- エコール・リラ ショッピングセンター
  - イオン藤原台店
  - 神戸市立北神図書館
- ステップガーデン藤原台
- 済生会兵庫県病院
- 神戸市立有野小学校
- 神戸市立藤原台小学校
- 神戸市立有野中学校
- 神戸市立有野北中学校

## 神戸三田国際公園都市に含まれないが隣接する住宅地
神戸三田国際公園都市付近には民間が開発したニュータウンが存在する。

### 北神星和台
北神星和台（ほくしんせいわだい）は、藤原台から県道82号線を挟んで北側に存在し、新星和不動産が開発したニュータウンである。菖蒲が丘（しょうぶがおか、1～3丁目に分かれる）、西山（にしやま、1～2丁目に分かれる）、京地（きょうじ、1～4丁目に分かれる）で構成される。

#### 北神星和台内の主要施設
- ウエルシア北神星和台店
- マックスバリュ北神星和台店
- 神戸市立西山小学校

## 交通
鉄道
- 神戸電鉄公園都市線 フラワータウン駅、南ウッディタウン駅、ウッディタウン中央駅
- 神戸電鉄三田線 神鉄道場駅、道場南口駅、田尾寺駅、岡場駅
- JR西日本福知山線　新三田駅

バス
- 神姫バス 特急38系統

道路
- 中国自動車道 神戸三田インターチェンジ、西宮北インターチェンジ
- 山陽自動車道 神戸北インターチェンジ
- 舞鶴若狭自動車道 三田西インターチェンジ
- 阪神高速7号北神戸線
- 六甲北有料道路